# Zbigniew Dominiak
Zbigniew Dominiak, ps. „Dominik Szyszko”, „Anna Neubert” (ur. 25 kwietnia 1947 w Łodzi, zm. 5 lutego 2002, tamże) – polski poeta, krytyk literacki, dziennikarz.

## Życiorys
Ukończył studia na Wydziale Polonistyki Uniwersytetu Łódzkiego (1977), podczas których, w 1967, był współorganizatorem grupy literackiej „Olifant”. W 1971 był współorganizatorem, wraz z Wiesławem Nowickim, teatru „Atelier”, działającego w salonach Muzeum Sztuki w Łodzi. Jako krytyk literacki zadebiutował w 1974 recenzją książki Jana Sztaudyngera i Anny Sztaudynger-Kaliszewicz „Chwalipięta, czyli rozmowy z tatą”, zatytułowaną „Chwalipięty”, opublikowaną na łamach „Nadodrza”. Jako poeta zadebiutował w tym samym roku w „Odgłosach” wierszami „Człowiek z natury…” i „Narodziny krzyża samorodnego”. Publikował liczne recenzje i artykuły literackie, wiersze i fragmenty prozy na łamach „Odgłosów” (1974–1981), „Poezji” (1976–1978, 1980) i „Więzi” (1978, 1980, 1990) i kwartalnika „Plus” (1977–1980). Po studiach pracował jako pracownik umysłowy w Instytucie Filologii Germańskiej Uniwersytetu Łódzkiego.
W 1985 podczas pobytu w Berlinie publikował na łamach wydawanego w Berlinie Zachodnim „Poglądu” oraz brał udział w przygotowaniu audycji Radia Wolna Europa Konrada W. Tatarowskiego pod nazwą „Przegląd Prasy Podziemnej”. Publikował także na łamach miesięcznika „Kontakt” (1988, 1990) w Paryżu, polskiego oraz w krajowym tygodnika „Kultura” (1995, 1997, 2000). Od 1994 pracował jako instruktor w Poleskim Ośrodku Sztuki w Łodzi. W 1996, wraz ze Zbigniewem Nowakiem, był współtwórcą miesięcznika społeczno-kulturalnego „Tygiel Kultury” – był twórcą jego koncepcji oraz redaktorem merytorycznym. W ostatnich latach życia odbył szereg podróży literackich, m.in. do Paryża (1993), na Litwę i Białoruś (1996), Stuttgartu i Berlina (1999), Bośni i Hercegowiny (2000) oraz Irkucka i Belgradu (2001). Jego wiersze i teksty tłumaczono na wiele języków.
Był działaczem opozycji demokratycznej – zajmował się kolportowaniem wydawnictw Komitetu Obrony Robotników w Łodzi. Był członkiem Koła Młodych przy Związku Literatów Polskich, członkiem i założycielem Stowarzyszenia Pisarzy Polskich (od 1989), a od 2000 także prezesem Łódzkiego Oddziału SPP. Ponadto był członkiem Polskiego PEN Clubu (od 2002).

### Życie prywatne
Był synem Eugeniusza Dominiaka i Zofii z domu Pilc – pracowników drukarni. Jego żoną była Anna z domu Szwedziak (zm. 2005) – polonistka i pracowniczka naukowa Uniwersytetu Łódzkiego, z którą miał, dwoje dzieci – Różę (ur. 1984) i Alinę (ur. 1994). Został pochowany na cmentarzu Zarzew w Łodzi.

## Upamiętnienie
- od 2002 roku „Tygiel Kultury” pod patronatem Ministra Spraw Zagranicznych przyznaje Nagrodę im. Z. Dominiaka. Nagroda przyznawana jest kategoriach: za „objawienie poetyckie” i za „przekłady poezji polskiej na języki słowiańskie”;
- od 2003 organizowany jest Konkurs Poetycki dla Młodych Twórców im. Z. Dominiaka – „Moje Widzenie Świata”. Organizatorem konkursu jest Bałucki Ośrodek Kultury RONDO, Łódzki Oddział SPP i „Tygiel Kultury”[1].

## Wyróżnienia
- Nagroda Polskiego Stowarzyszenia Wydawców Książek (1996)[1]

## Publikacje

### Tomiki wierszy
- „Identyfikacje” (1981),
- „Od okna do okna” (1991),
- „Światło złej nocy” (1993),
- „Siedem wierszy z Aliną i Różą” (1997),
- „Itinerarium” (1998)[3].

### Inne
- W poza siebie (1992) – zbiór szkiców krytycznoliterackich,
- monografia Lecha Wałęsy opublikowana na łamach serii „Der Friedens-Nobelpreis von 1901 bis heute” (1993)[3].